# Pallerol
Pallerol es una localidad perteneciente al municipio de Sopeira, en la provincia de Huesca, comunidad autónoma de Aragón, España. En 2018 contaba con 7 habitantes.